# Joo Hye-Won
Joo Hye-Won es una deportista surcoreana que compitió en taekwondo. Ganó una medalla de oro en el Campeonato Asiático de Taekwondo de 2000, en la categoría de –47 kg.

## Palmarés internacional
| Campeonato Asiático | Campeonato Asiático | Campeonato Asiático | Campeonato Asiático |
| Año                 | Lugar               | Medalla             | Categoría           |
| ------------------- | ------------------- | ------------------- | ------------------- |
| 2000                | Hong Kong (China)   | Medalla de oro      | –47 kg              |